# Crataegus canescens
Crataegus canescens är en rosväxtart som först beskrevs av James Bird Phipps, och fick sitt nu gällande namn av T.A.Dickinson och E.Y.Y.Lo. Crataegus canescens ingår i Hagtornssläktet som ingår i familjen rosväxter. Inga underarter finns listade i Catalogue of Life.